# إلدريدج ريكاسنير
إلدريدج ريكاسنير (بالإنجليزية: Eldridge Recasner)‏ مواليد 14 ديسمبر 1967 في نيو أورلينز، هو مدرب كرة سلة أمريكي ولاعب سابق. بدأ مسيرته الاحترافية في سنة 1990. يبلغ طوله 6 قدم 3 بوصة (1.9 م). حقق المركز الأول في بطولة أمم الأمريكتين لكرة السلة 1993. اعتزل اللعب في 2002.

## المسيرة الاحترافية
لعب مع بروس باسكتس في الدوري الألماني في موسم 1990–1991، ثم لعب مع غلطة سراي لكرة السلة في الدوري التركي في موسم 1993–1994، ثم لعب مع دنفر ناغتس في موسم 1994–1995، ثم لعب مع هيوستن روكتس في موسم 1995–1996، ثم لعب مع أتلانتا هوكس من سنة 1996 إلى 1998، ثم لعب مع شارلوت هورنتس من سنة 1998 إلى 2002.

## الميداليات
| الميدالية | المسابقة                             |
| --------- | ------------------------------------ |
| ذهبية     | بطولة أمم الأمريكتين لكرة السلة 1993 |

## روابط خارجية
- إلدريدج ريكاسنير على موقع إن بي أي (الإنجليزية)
- إلدريدج ريكاسنير على موقع سبورتس رفرنس (الإنجليزية)
- إلدريدج ريكاسنير على موقع كرة السلة الأوروبية.كوم (الإنجليزية)
- إلدريدج ريكاسنير على موقع كلية كرة السلة في سبورتس رفرنس.كوم (الإنجليزية)
- إلدريدج ريكاسنير على موقع ريلجم (الإنجليزية)
- إلدريدج ريكاسنير على موقع بروبوليرز (الإنجليزية)